# Larks’ Tongues in Aspic
Larks’ Tongues in Aspic ist das fünfte Studioalbum der britischen Rockband King Crimson und erschien im März 1973. 

## Hintergrund
Mit diesem Album begann die Band, neue Klänge (Streichinstrumente sowie ungewöhnliche Perkussion) in ihre Musik aufzunehmen. Der Name des Albums („Lerchenzungen in Aspik“) bezeichnet eine antike römische Delikatesse.
Bandleader Robert Fripp, der sich Ende 1972 vor die Aufgabe gestellt sah, eine vollkommen neue Band zusammenzustellen, da die vorige Besetzung nach der letzten Tournee auseinandergefallen war, konnte neben Yes-Schlagzeuger Bill Bruford den Ex-Family-Sänger und -Bassisten John Wetton, Jamie Muir (Perkussion) und den Geiger David Cross engagieren. Die Texte schrieb Wettons langjähriger Freund Richard Palmer-James.
Das Album beginnt mit dem experimentellen Instrumentalstück Larks’ Tongues in Aspic, Part One. Danach folgen drei Stücke mit Gesang, Book of Saturday, Exiles und Easy Money. Die letzten beiden Aufnahmen, The Talking Drum und Larks’ Tongues in Aspic, Part Two, sind stark von Fusion beeinflusst; in Teilen zeigen sie auch Anklänge an Heavy Metal.
Für den 1976er Sampler A Young Persons’ Guide to King Crimson – A Personal Selection Compiled by Robert Fripp hat Fripp den Schlussteil von Larks’ Tongues in Aspic, Part One als Coda aufgenommen, ebenso das Book of Saturday.

## Trackliste
Seite 1
1. Larks’ Tongues in Aspic, Part One (D. Cross, R. Fripp, J. Wetton, B. Bruford, J. Muir) – 13:36
2. Book of Saturday (R. Fripp, J. Wetton, R. Palmer-James) – 2:49
3. Exiles (D. Cross, R. Fripp, R. Palmer-James) – 7:40
Seite 2
4. Easy Money (R. Fripp, J. Wetton, R. Palmer-James) – 7:54
5. The Talking Drum (D. Cross, R. Fripp, J. Wetton, B. Bruford, J. Muir) – 7:26
6. Larks’ Tongues in Aspic, Part Two (R. Fripp) – 7:12

## Trivia
Das Thema von Larks’ Tongues in Aspic, Part Two wurde (ohne Robert Fripps Zustimmung) als Hintergrundmusik für die zahlreichen Erotikszenen des Films Emmanuelle (1974) verwendet. Fripp verklagte die Produzenten und man einigte sich in der Folge außergerichtlich.

## Rezeption
Im Juni 2015 wählte das Fachblatt Rolling Stone das Album auf Platz 20 der 50 besten Progressive-Rock-Alben aller Zeiten.
Das Album wurde ebenfalls in die 1001 Albums You Must Hear Before You Die aufgenommen.